# Alopecosa simoni
Alopecosa simoni är en spindelart som först beskrevs av Tord Tamerlan Teodor Thorell 1872.  Alopecosa simoni ingår i släktet Alopecosa och familjen vargspindlar. Inga underarter finns listade i Catalogue of Life.